# Ca l'Enric (Borrassà)
Ca l'Enric és una casa de Borrassà (Alt Empordà) inclosa a l'Inventari del Patrimoni Arquitectònic de Catalunya.

## Descripció
Edifici cantoner, situat a darrere l'església. Aquesta casa de planta baixa pis i golfes amb teulat a dues vessants no tenia la terrassa al primer pis ni la construcció adossada al costat, que és d'època posterior. La construcció original no conserva el paredat original i està totalment arrebossada amb algunes obertures carreuades amb dues llindes amb la data inscrita 1751 i 1762 amb el nom JOSEP BRU també inscrit.